# August Blanche
August Theodor Blanche (ur. 17 września 1811 w Sztokholmie, zm. 30 listopada 1868 tamże) – był szwedzkim pisarzem, dramaturgiem i działaczem politycznym.

## Życiorys
Był synem pastora Mårtena Bergwalla, przyjął nazwisko ojczyma Blancka, które później zmienił na Blanche. W 1832 ukończył studia prawnicze na Uniwersytecie w Uppsali, gdzie w 1838 uzyskał dyplom kandydata nauk prawnych. Pracował w biurze rachunkowym. Zajął się pisaniem broszur politycznych, jako pisarz debiutował w 1838. Przez kilka lat pracował w redakcji gazety "Freja". Pozostając pod wpływem Dumasa, pisał realistyczne utwory z życia mieszkańców Szwecji, głównie Sztokholmu, o tematyce społecznej. Był autorem komedii, m.in. Ett resande teatersällskap (Wędrowne towarzystwo teatralne, 1848), powieści, dramatów, m.in. Positivhataren (Pozytywna nienawiść, 1843), a także felietonów, w tym wydawanego w latach 1863–1865 Bilder ur verkligheten (Obrazki z rzeczywistości).